# Саша Бошковић
Саша Бошковић (Аранђеловац, 11. јун 1963) српски je рукометни тренер. Бивши је селектор Женске рукометне репрезентације Србије. Најуспешнији је селектор репрезентације у новијој историји, са којом има сребрну медаљу на Светском првенству 2013.

## Играчка каријера
Саша Бошковић је целу своју играчку каријеру провео у матичном клубу, РК Шамот из Аранђеловца као голман од 1981. до 1992. године.

## Тренерска каријера
Одмах након завршетка играчке каријере посветио се тренерском позиву, све до 1999. године у РК Шамот ради као тренер, да би од сезоне 2000/01. па до сезоне 2006/07. провео на клупи Књаз Милош из Аранђеловца са којим осваја титулу првака Србије 2006/07. и игра ЕХФ Лигу Шампиона.
Након успеха са Књаз Милошем одлази једну сезону у иностранство у Румунију у РК Дева, а након повратка у домаћи рукомет две сезоне од 2008. до 2010. проводи на клупи РК Партизан са којим осваја и титулу првака Србије 2008/09. и Куп Србије 2007/08. и Суперкуп Србије 2009.
Након успеха на клупи Партизана сезону 2010/11. тренира Динама из Панчева.
Последњи клупски ангажман имао је у јесен 2012. године када је предводио у квалификацијама за ЕХФ Лигу Шампиона бившег вишеструког првака, Зајечар.
У сезони 2016/17 са ЖРК Медицинаром из Шапца осваја титулу првака Србије.

## Каријера у репрезентацији
Саша Бошковић је од 2011. па све до фебруара 2016. године обављао функцију селектора Женске рукометне репрезентације Србије.
За његово име везују се највећи успеси репрезентације Србије, четврто место са ЕП 2012, сребрна медаља на домаћем Светском првенству 2013, злато на Медитеранским играма 2013, као и највећи неуспеси репрезентације, 15. место без иједне победе на Европском првенству 2014. и 15. место на Светском првенству 2015.
Такође је и селектор са највећим стажом на клупи репрезентације Србије од својих 14 претходника од 1995. године.